# Сремска Митровица
Сремска Митровица је градско насеље и седиште истоимене јединице локалне самоуправе у Србији. Сремска Митровица је и највећи град у Срему, административни центар Сремског управног округа и један од најстаријих градова у Војводини и Србији. Смештен је на левој обали реке Саве. Према попису из 2022. било је 36.764 становника.
Антички град Сирмијум, који се налазио на територији данашње Сремске Митровице, био је престоница Римског царства током периода тетрархије. Називан је и „славном мајком градова”. Бројни римски цареви су рођени у или у близини Сирмијума, а они су редом: Хереније Етрускус (251), Хостилијан (251), Деције Трајан (249—251), Клаудије II (268—270), Квинтил (270), Аурелијан (270—275), Проб (276—282), Максимијан (285—310), Констанције II (337—361) и Грацијан (367—383).

## Етимологија
Још је Бонфиниус, историчар на двору Матије Корвина, писао да је Сирмијум добио име по вођи илирског племена Трибала, Сиру, чије је име латинизовано у Sirmus. Тако се име насеља јавља већ у 4. веку п. н. е. По другом мишљењу, име долази од вође келтског племена Тауриска, такође из 4. века п. н. е.
Изгледа да корен речи води порекло од санскритске речи „сру” која значи струјање, у овом случају „водени ток”, „течење”, слично корено речи „сер”, која у староиндијском облику значи капљати, од чега и долази латински облик serum. Илирска реч „сир”, вероватно је редуковани степен исте речи, из чега је латинизацијом настало Sir-m-ium. Датовање овог, латинизованог имена, везује се у сваком случају за сам почетак 1. века нове ере и долазак Римљана у мало и просперитетно насеље Илира и Келта на обали Саве. Назив Сирмијум је у непосредној вези са реком Савом, латински Savum. У то доба остало је записано и још неколико варијација основног имена и то: Civitas Sirmiensium et Amantinorum (Плиније, почетак 1. века) и Colonia Flavia Sirmium (79. година). У сваком случају и порекло имена и насељавање Сирмијума имали су вишевековну традицију и пре доласка Римљана. Главни узрок томе је повољан географски положај у плодном међуречју Саве и Дунава, што је погодовало развоју трговине између хеленистичког (грчког) и западног света, у којој је Сирмијум још у старој ери имао велики значај.
Варијанта имена Sirmium, Sirmio (Сирмиј), представља директан континуитет традиције латинског назива за насеље и као такво опстаје упркос пропасти римске царевине и честим освајањима, рушењима и спаљивањима, прво од стране Источних Гота, затим Хуна (441), Гепида и Авара (582). Име је преживело и период 8—11. века и смену прво франачке, потом бугарске и коначно византијске власти.
Године 1180, Византија предаје град Краљевини Угарској, која подиже нов средњовековни град на темељима срушеног и некада велелепног Сирмијума. Град добија име Civitas Sancti Demetrii (Град Светог Димитрија), по градском патрону и у Сирмијуму погубљеном хришћанском мученику Светом Димитрију. Мађари од тад град називају и Szávaszentdemeter, а Срби — Д(и)митровица.
Године 1526. град пада под османску власт. Тада је почео развој Митровице као турске касабе. Град је био познат као Шехер-Митровица или турски Dimitrofçe.
Пожаревачким миром 1718. Митровица постаје део Хабзбуршке монархије у којој Срби добијају одређене привилегије, као што је и употреба сопственог језика. У тим годинама се и први пут јавља модификовано српско име за град (без првог слова „Д”) — Митровица. До 1881. године и укидања Војне границе и директне аустријске управе, град је познат под немачким службеним именом Mitrovitz, да би од исте године, добијањем статуса слободног краљевског града, службено име насеља било на српском, односно хрватском језику — Митровица. Ово име одржава се око 40 година, све до пропасти Аустроугарске и стварања нове заједничке државе Срба, Хрвата и Словенаца, када је у првим годинама после 1918. службено придодат географски префикс Сремска. Један од разлога промене била је и потреба за формалним разликовањем Митровице од истоименог града на Косову, са којим се престоница Срема по први пут нашла у истој држави.
Следећу промену имена извршиле су усташке окупационе власти, по прикључењу Срема НДХ 1941. године. Тада је име града промењено у Хрватска Митровица, да би по ослобођењу 1944. било враћено у Сремска Митровица, име које град и данас носи.
Од осталих имена на језицима митровачких националних мањина издвајају се и русинско Сримска Митровица и хрватско Srijemska Mitrovica. Називе Сријем, Сријемска Митровица или Сријемски Карловци су раније користили и Срби ијекавци, али су ти облици остали данас само код католика нашег језика.
Сирмијум се звао на вулгарнолатинском Серми. У Музеју Војводине у Сремској Митровици је изложен податак да је старији облик имена града гласио Серми. У зборнику Војводина (књига I, Нови Сад, (1939). стр. 109.), у делу о топономастици пише да је Сирмијум било само име града, никако територије. Даље у фусноти 11 поменуте књиге стоји да је облик са Е место И (sermenses) потврђен натписима.
Мирослава Мирковић у књизи Сирмиум — Историја римског града од I до краја IV века, на страни 110. пише да се на натписима из VI века из Салоне спомињу две личности за које се може претпоставити да су избегле из Сирмиума после пада града у руке Авара. Једна од њих је абатиса (опатица), Јохана, која се спомиње на следећем вулгарнолатинском натпису: Овде почива у миру света опатица Јохана сирмијумска грађанка, која поживе... (лат. ...abatissa Johanna civis SERMENSES qui bixit...).

## Географија
Град се налази у северозападном делу Србије и југозападном делу Војводине, на контакту трију различитих морфолошких целина: сремске равнице, мачванске равнице и фрушкогорског побрђа. Сремска Митровица има географски положај на 44 степени и 58 минута северне географске ширине и 19 степени 36 минута источне географске дужине и простире се по јужном ободу сремске лесне терасе и на алувијалној равни леве обале реке Саве, на просечној надморској висини од 82 m. Градско насеље заправо је конурбација три насеља: Сремске Митровице као централне урбане целине, суседне Мачванске Митровице на десној обали Саве и највећег села по броју становника у Србији, Лаћарка, на западу. Град се налази на веома повољном месту, свега 75 km од главног града земље, Београда, са којим га везује ауто-пут Е-70 европског значаја. Са Београдом је град повезан и једином двоколосечном пругом у држави. Од покрајинског седишта, Новог Сада, удаљен је 50 km. Од границе са републиком Хрватском град је удаљен 35 km.
Положај у ближој околини, такође је повољан будући да је град настао на „најтањем“ делу Срема, на месту где су копнени путеви који воде са Балкана и Београда на истоку ка данашњој Хрватској на западу најближи воденим путевима (реци Сави). Ови путеви овде праве саобраћајно чвориште. Поред тога место Сремске Митровице је повољно, јер је ово место на Сави где је она најближа Фрушкој гори. Такође, град је образован на месту где је савска обала најприступачнија. У прошлости су делови источно и западно од града били изузетно мочварни и тешко приступачни, па је ово место било погодно за прелазак преко реке и управу над њом у овом делу тока. Ова околност је била и битна са становишта одбране, јер су околне мочваре биле и „природни бедем“ у ратним временима.

## Историја

### Праисторија
Прошлост Сремске Митровице и њене ближе околине, која у историјској епохи достиже старост од око два миленијума, има своје дубље корене у материјалној култури праисторијских популација и досеже до првих почетака људског живота у региону Срема и Паноније, или око 7000 година пре наше ере.
За најстарију епоху људског друштва старије камено доба (палеолит) не постоје археолошки докази који би потврђивали њену присутност на терену данашње Митровице. Једино фосили мамута (Elephas primigenius), џиновског јелена (Cervus megaceros) и дивљег говечета (Bos primigenius), који делимично представљају фауну овог периода, а нађени у муљу Саве, указују на могућности постојања привремених станишта палеолитских људи, чије је основно занимање ловачко-сакупљачка привреда.
Данас се експонати пронађених праисторијских налаза равничарске фауне налазе у оквиру сталне поставке Музеја Срема.
Посматрајући Фрушку гору као „острво” у непрегледној панонској равници, није тешко закључити да је праисторијски ловац често напуштао своје тамошње сигурно станиште и правио дуже (рибо)ловачке експедиције до Саве, ту боравио и по више месеци у новим привременим стаништима, саграђеним за те прилике. Млађе камено доба (неолит) карактеришу и на овом простору појава земљорадње, припитомљавања животиња, као и стварање нових насеобина — групација земуница, најчешће поред река и других водених пространстава. Такав је случај био и са малим земљорадничким и риболовачким насељем на Сави на месту данашње Сремске Митровице.
Старија фаза неолита позната је у археологији наших простора и као старчевачка и керешка цивилизација. Материјални остаци старчевачке културе констатовани су на локалитету Калварија, тзв. нултој тачки и центру развоја будућег насеља у праисторији и старом веку, малом и скоро неприметном брежуљку у источном делу данашњег града, предмету мистике и прича откад је Митровице и Митровчана. Узвишење Калварија, (данас са малом католичком капелом-криптом подигнутом 1921. и гробљем из 19. века) потковичастог је облика и висине око 12m и једино је природно узвишење видљиво из ближе и даље околине Сремске Митровице. Поред њега, са западне стране, протиче поток Чикас, који долази са Фрушке горе и улива се у Саву. Веома повољан положај, близина питке воде и Саве, коју су старчевци користили за риболов, а вероватно и као саобраћајницу, били су идеални услови за почетак масовнијег насељавања. Тзв. Винчанска култура, која на овом простору наслеђује старчевачку, проширује првобитно станиште (Калварију) на још две локације непосредно уз реку, данас на градским ободима: Легет на источној, и Варда, или Мала страна на западној периферији данашњег града. Завршетак млађег каменог доба обележава сопотско-ленђерска културна група која у некадашње насеље старчеваца и винчанаца емигрира из западнијих крајева Срема и Славоније. У бакарном добу (енеолиту) које долази после млађег каменог, Срем и данашњи простор Митровице насељавају нове етничке групе са севера и запада (бодрог-керестурска, баденска и вучедолска), које већ користе метал и захваљујући томе покоравају домороце. Из овог периода карактеристични су налази тзв. вишеслојних стамбених насеља као и прилично умешних достигнућа примитивне металургије — лепезастих оруђа од бакра који је на ово подручје уистину могао стизати само трговином (налази са локалитета Легет).
Развијено метално доба, које на овом простору почиње са средњим бронзаним добом, обележено је почецима плужне земљорадње и развијене обраде метала. У том периоду овај простор насељен је претежно становништвом из ватинске и дубовачко-жутобрдске групе. Посебна вредност бронзе, као специфичног материјала за равничарско подручје, види се пре свега у открићима остава бронзаних предмета у којима је становништво чувало своје највеће драгоцености у периоду пред најезду нових цивилизација које су већ поседовале гвожђе. Једна таква, тзв. трако-кимерска цивилизација, обележава почетак гвозденог доба (халштата) и на сремском простору. Археологија и историја ни до данас нису у могућности да саопште прецизније податке о етничкој припадности становништва праисторијске Митровице из гвозденог доба. Неки антички извори, као могуће становнике тог доба на овом простору, помињу племена из реда разнолике илирске групе — Амантине, док археолошка ископавања дају и могућност постојања насеља племена Панона.
Доласком Келта Срем улази у протоисторијску епоху, познату у историји и као млађе гвоздено доба (латен). У Срем и на подручје данашње Митровице ово одлично организовано ратничко племе долази после смрти Александра Македонског, крајем 4. века п. н. е. Њихово племе, или савез племена, познати као Скордисци, насељава шире подручје доњег тока Саве и ушћа у Дунав и образују прву заједницу на овим просторима са одликама примитивне државе. На локацији Калварија откривено је насеље Келта (Скордиска), касније у великој мери девастирано новим римским укопавањима. На простор калваријског насеља Келти доносе употребу гвожђа као главног материјала, почетке грнчарства и ковање новца, као предуслова за озбиљнији развој трговине и клицу нове робно-новчане привреде која убрзано смењује дотадашњу примитивну натуралну. На крају халштата интензивни су и доласци грчких трговаца (углавном бродовима, Савом), који доносе пре свега занатске и коване производе, што потврђују и бројни археолошки налази грчког накита и других предмета на широком подручју града и околине. У сваком случају келтски опидиум (утврђење) представља клицу праисторијског Сирмијума, који су колонизатори Римљани по свом доласку у јеку античке ере (1. век) затекли и у прво време користили.
Тако континуитет живота праисторијског доба Сремске Митровице траје од млађег каменог доба до доласка Римљана, са мањим прекидима у раном бронзаном добу.

### Староримско раздобље
Основавши град на обали Саве, Римљани су омогућили његов развитак. Град расте вртоглавом брзином и у 1. веку нове ере стиче највиши градски ранг — постао је Колонија римских грађана и добија изузетан војнички и стратешки значај. У њему се припремају ратне експедиције царева Трајана, Марка Аурелија, Клаудија II. Од средине трећег века Сирмијум је постао економско средиште читаве Паноније, те је дао Царству неколико великих људи. У њему или околини рођени су цареви Деције Трајан, Аурелијан, Проб и Максимијан, сви романизовани Илири-домороци.
Сирмијум је био за владе Римљана и једна је од четири престонице царства (Аугуста Треверорум — Медиоланум — Никомедија — Сирмијум). Најпознатији историчар IV века, Амијан Марцелин, назвао је Сирмијум „славном и многољудном мајком градова“. Град је био метропола Паноније и Илирика, ранохришћански центар са бројним епископима и мученицима. У доба највећег процвата Сирмијума, у III и IV веку, овде је постојала велика ковница златног и осталог новца, раскошна царска палата, са водоводом и термама, хиподромом, позориштем и амфитеатром, форумом и другим важним грађевинама. До сада је откривено осам ранохришћанских храмова, од којих су најпознатији они посвећени Св. Иринеју, Св. Димитрију и Св. Синероту. У доба највећег прогона Хришћана, на Ускрс 6. маја 304. године, на једном од савских мостова погубљен је први епископ Сирмијума Иринеј, а три дана касније и његов ђакон Димитрије. После 313., Сирмијум постаје важан црквени хришћански центар. Током IV века овде је одржано неколико општеримских црквених сабора, на којима су доношене познате сирмиумске формуле, потврђивано а затим осуђивано тзв. аријанско учење.
Крајем 4. века град је дошао под власт Источних Гота, да би 441. године практично нестао у хунском покољу и великом пожару. Захваљујући хунском пустошењу Сирмијума је култ Светог Димитрија пренет из Сирмијума у Солун. У Сирмијуму су се потом смењивали разни владари, да би се 582. године предао Аварима, а преживели становници емигрирали у Далмацију. Током овог периода освајање Сирмијума било је кључно за држање контроле над јужном Панонијом.

### Средњи век
1180. године град је припојен Угарској. Византија је више пута безуспешно покушавала да га освоји. Нестабилна историја учинила је од некадашњем царског града гомилу рушевина. После тога, на рушевинама Сирмијума, никао је нови средњовековни град — Civitas Sancti Demetrii, тј. Град Светог Димитрија или на српском Димитровица, према Св. Димитрију, заштитнику града и истоименом манастиру око кога је ново насеље и почело да се шири.

### Османска владавина
У 15. и 16. веку честа су разарања од стране Турака. Митровица је била под османском влашћу од 1526. до 1718. и то као седиште сремског санџака. Град је био познат као „Шехер Митровица“ и имао је муслиманску већину. Током овог раздобља од век и по град је доживео знатан развој и добио потпуно оријенталне црте, које су препознатљиве и дан-данас. Према пописном дефтеру из 1568, Митровица је имала 564 муслиманске куће и 30 хришћанских.
Према османском путописцу Евлији-челебији (1663) касаба Митровица имала је 1500 кућа, 12 џамија, 5 медреса, 3 хамама, неколико трговачких ханова, 400 дућана.
Од 15. до 18. века бројни Срби из некадашње Српске деспотовине и Старе Србије су се доселили у Срем, што је утврдило српски карактер Срема. У то време су подигнути фрушкогорски манастири.

### Хабзбуршка владавина
1688. године аустријска војска је ушла у Срем и после великих разарања Пожаревачким миром град, у међувремену потпуно разорен, улази у састав угарског дела Хабзбуршке монархије.
Сремска Митровица се у ово доба јавља као погранични град у оквиру Хабзбуршке монархије. Будући да је река Сава била граница према заосталом Османском царству град је постао део Војне крајине, сектор Петроварадинска регимента. Ово је у великоме одредило развој града током овог раздобља. Положај Сремске Митровице у крајњем делу Хабзбуршке монархије према неразвијеном суседу, какво је било Османско царство, утицао је да у периоду општег препорода севернијих крајева и градова (Сомбор, Нови Сад, Зрењанин) град стагнира и у односу на претходни, турски период, изгуби на значају и важности.
И поред овако неповољног положаја град се развијао и ширио ка северу. Међутим, ове промене нису много захватиле постојећу градску структуру око данашњег Житног трга, тако да је овај део града остао претежно српски са наглашеном трговинско-занатском делатношћу. Чак је и данас овај део града препознатљив по још увек очуваним остацима турског урбанизма, попут троугаоног Житног трга и кривудавих и уских улица око њега. Такође, ту се данас налазе обе градске православне цркве, стара и нова.
Ускоро по припајању у град су се почели досељавати нови народи: Немци, Мађари, Русини, Хрвати. Средиште њиховог насељавања био је северни, мање мочварни део града, данас Трг св. Тројства, где су и сада Римокатоличка и Гркокатоличка ("Русинска") црква. Овај део града је одмах постао управно средиште града, а између њега и српског дела изграђен је део са војним објектима, који ће бити у овој намени све до добијања статуса слободног краљевског града 1881. године. Овај случај са два средишта био је јединствен међу важнијим градовима Војводине.
Крајем 19. века дошло је до смиривања границе на Сави, а нови сусед је била мала и неразвијена Србија. Ово је утицало на укидање Војне крајине и владавине градом од стране војних власти и добијања статуса слободног краљевског града 1881. године. Први градоначелник је био Ћира Пл. Милекић. Са овом новином дошло је и до наглог успона града, посебно на пољу привреде. Превоз Савом добио је на значају, па се град све више развија у њеном приобаљу, где се уређују нове улице и подижу прве мале фабрике. Тада је обликована и Паробродска улица (Сремска Митровица), у којој се насељавају најбогатије градске породице. Пролазак железнице 2 km северно од средишта града утицао је на други правац ширења ка северу, где се такође јавља прва индустрија, везана за комплекс железничке станице. У средишту града највећа промена било стварање градског парка на месту војног вежбалишта, око кога су се убрзо изградиле најпрестижније приватне и јавне грађевине: нова Православна црква св. Стефана, здање Српског Дома, зграда „Магиштрата“ (данас Управа полиције), здање „Судбеног стола“ (зграда градске галерије), као и куће најбогатијих градских трговаца. Тиме су некадашња два средишта града — Житни трг и Трг св. Тројства повезана тргом, који се данас зове Трг св. Димитрија (тривијално „Мајмунац").
Град је на прелазу у 20. век прешао цифру од 10 хиљада становника. То, међутим, није надокнадило 'јаз' у односу на друге значајније градове Војводине.

### Двадесети век
Сремска Митровица је 1918. године прикључена Краљевини Срба, Хрвата и Словенаца, касније Краљевина Југославија. Град се овом променом нашао у много бољем положају, будући да се нашао у средини државе, на путу између његова два главна средишта — Београда и Загреба. И поред тога у периоду између два светска рата град се споро развијао због неразвијеног тржишта, које је утицало на концентрисање привреде у великим градовима.
У Другом светском рату Сремска Митровица се налазила у саставу Независне Државе Хрватске (НДХ) и у периоду 1941—1944. град је носио име Хрватска Митровица. Само у неколико недеља у августу и септембру 1942, злочинци усташке полицијско-казнене експедиције под командом Виктора Томића су поред градског православног гробља, на радиначким пољима и на савском насипу убиле више од 400 људи, док се укупне жртве Томићеве казнене експедиције на подручју Срема процењују на преко 6.000 невино убијених људи (махом Срба, али и Јевреја и Рома) и преко 10.000 послатих у логоре. Из саме Митровице убијена су тада најмање 404 лица.
Град су (у току операције пробијања Сремског фронта), након петодневних борби, од фашистичких власти ослободиле 16. војвођанска и 11. крајишка дивизија НОВ и ПОЈ, као и 4 артиљеријска пука и 87. оклопно-моторизовани пук каћуша совјетске Црвене армије 1. новембра 1944. године. Непријатељске снаге бројале су око 30.000 војника: Немаца, усташа, као и мањи број одбеглих припадника Недићеве жандармерије и СДС. Немачке снаге груписале су се око 13. СС „Ханџар“ дивизије и обухватале су и неколико пешадијских и моторизованих јединица из редовног састава (Вермахт) као и неколико десетина противоклопних и противавионских батерија. Усташке снаге у граду бројале су, по подацима са почетка 1945. године, 5.417 војника удружених усташко-домобранских јединица (Митровица је била седиште војног округа и командни центар тзв. 13. стајаћег дјелатног сдруга усташке војнице, подељеног у 5 јединица).
Четворогодишња окупација оставила је дубоке ожиљке на становништву и граду. Године 1938. Митровица је имала 16.199 становника, а децембра 1944. свега 9.292. Највећи губитак, поред масовног разарања и расељавања, биле су свакако људске жртве. Од стране окупатора живот су изгубила најмање 662 Митровчана. Од тог броја 95 као партизани, 284 су стрељана, 208 је умрло у логорима, 77 је страдало на други начин. 222 Митровчана дочекала су крај рата као трајни инвалиди. С друге стране, око 500 становника Сремске Митровице изгинули су као припадници немачких и усташких снага, или су стрељани по завршетку рата због сарадње са окупатором. Тако је 1946. године, између осталих, после заробљавања, осуђен на смрт и стрељан и др Петар Гвоздић, предратни председник митровачког крила Хрватске сељачке странке и први тзв. градски усташки штабник.
Датум 1. новембар 1944. узима се као почетак развоја града у савременом добу. Више од 50 година овај датум прослављан је као Дан града. Данас се ослобођење града у два светска рата обележава у оквиру градских Новембарских свечаности.
После рата град је изменио етничку структуру. Јеврејско становништво је нестало у вихору рата, а на место месних Немаца, веома значајних пре рата (око 20% становништва), који су исељени у матицу, дошли су Срби досељеници из околних села и других делова земље. Град је постао средиште Сремског среза, касније преименованог у Сремски округ. Град је доживео нагли развој у деценијама након рата захваљујући положају на најважнијем саобраћајном правцу тадашње СФРЈ, путу „Братство-Јединство". Подигнути су многи нови објекти индустрије, управе, образовања и здравства. Изграђено је и више стамбених насеља. Због тога је град за само четири деценије утростручио број становника, са 13.000 после Другог светског рата на готово 40.000 почетком деведесетих година. У току овог периода изведени су и највећи градитељски подухвати у граду — веома савремен насип и два моста преко Саве (друмски и пешачки). Друмски мост код Сремске Митровице представља кључну саобраћајну везу Срема и Бачке са једне и Мачве са друге стране. Отворен је за саобраћај 19. новембра 1977. године и заменио је једини дотадашњи — стари понтонски са једном коловозном траком, изграђен 1951. Мост св. Иринеја, отворен 1994. године, са распоном од 262,5m, повезује центар Сремске и Мачванске Митровице.

## Демографија
У насељу Сремска Митровица живи 31748 пунолетних становника, а просечна старост становништва износи 39,5 година (38,0 код мушкараца и 40,9 код жена). У насељу има 14213 домаћинстава, а просечан број чланова по домаћинству је 2,75.
Ово насеље је углавном насељено Србима (према попису из 2002. године). Попис становништва из 2011. први је на ком је забележено смањење броја становника.
|             | \| Демографија[4] \| Демографија[4] \| Демографија[4] \| \| Година \| Становника \| Становника \| \| -------------- \| -------------- \| -------------- \| \| 1948. \| 13.183 \| \| \| 1953. \| 15.456 \| \| \| 1961. \| 20.790 \| \| \| 1971. \| 31.986 \| \| \| 1981. \| 37.628 \| \| \| 1991. \| 38.834 \| 38.239 \| \| 2002. \| 39.084 \| 40.163 \| \| 2011. \| 37.751 \| \| \| 2022. \| 36.764 \| \| |            |
| Демографија | |            |
| Година      | Становника | Становника |
| 1948.       | 13.183 |            |
| 1953.       | 15.456 |            |
| 1961.       | 20.790 |            |
| 1971.       | 31.986 |            |
| 1981.       | 37.628 |            |
| 1991.       | 38.834 | 38.239     |
| 2002.       | 39.084 | 40.163     |
| 2011.       | 37.751 |            |
| 2022.       | 36.764 |            |

| Етнички састав према попису из 2002.‍ | Етнички састав према попису из 2002.‍ | Етнички састав према попису из 2002.‍ | Етнички састав према попису из 2002.‍ | Етнички састав према попису из 2002.‍ |
| ------------------------------------ | ------------------------------------ | ------------------------------------ | ------------------------------------ | ------------------------------------ |
|                                      |                                      |                                      |                                      |                                      |
| Срби                                 | Срби                                 |                                      | 31.127                               | 79,64%                               |
| Хрвати                               | Хрвати                               |                                      | 2.130                                | 5,44%                                |
| Југословени                          | Југословени                          |                                      | 961                                  | 2,45%                                |
| Русини                               | Русини                               |                                      | 620                                  | 1,58%                                |
| Мађари                               | Мађари                               |                                      | 524                                  | 1,34%                                |
| Украјинци                            | Украјинци                            |                                      | 404                                  | 1,03%                                |
| Словаци                              | Словаци                              |                                      | 186                                  | 0,47%                                |
| Црногорци                            | Црногорци                            |                                      | 185                                  | 0,47%                                |
| Роми                                 | Роми                                 |                                      | 184                                  | 0,47%                                |
| Македонци                            | Македонци                            |                                      | 116                                  | 0,29%                                |
| Немци                                | Немци                                |                                      | 60                                   | 0,15%                                |
| Муслимани                            | Муслимани                            |                                      | 60                                   | 0,15%                                |
| Словенци                             | Словенци                             |                                      | 58                                   | 0,14%                                |
| Албанци                              | Албанци                              |                                      | 40                                   | 0,10%                                |
| Чеси                                 | Чеси                                 |                                      | 34                                   | 0,08%                                |
| Руси                                 | Руси                                 |                                      | 20                                   | 0,05%                                |
| Румуни                               | Румуни                               |                                      | 13                                   | 0,03%                                |
| Бугари                               | Бугари                               |                                      | 12                                   | 0,03%                                |
| Буњевци                              | Буњевци                              |                                      | 9                                    | 0,02%                                |
| Горанци                              | Горанци                              |                                      | 6                                    | 0,01%                                |
| Бошњаци                              | Бошњаци                              |                                      | 2                                    | 0,00%                                |
| Власи                                | Власи                                |                                      | 1                                    | 0,00%                                |
| непознато                            | непознато                            |                                      | 1.303                                | 3,33%                                |

| м ж ? 122 125 80+ 157 394 75—79 295 611 70—74 626 930 65—69 979 1.223 60—64 1.231 1.365 55—59 943 1.162 50—54 1.472 1.641 45—49 1.647 1.790 40—44 1.330 1.546 35—39 1.458 1.405 30—34 1.263 1.319 25—29 1.412 1.367 20—24 1.475 1.407 15—19 1.267 1.252 10—14 1.144 1.094 5—9 974 958 0—4 880 820 Просек : 38,0 40,9 |       |  |  |       |
| |       |  |  |       |
| | м     |  |  | ж     |
| ? | 122   |  |  | 125   |
| 80+ | 157   |  |  | 394   |
| 75—79 | 295   |  |  | 611   |
| 70—74 | 626   |  |  | 930   |
| 65—69 | 979   |  |  | 1.223 |
| 60—64 | 1.231 |  |  | 1.365 |
| 55—59 | 943   |  |  | 1.162 |
| 50—54 | 1.472 |  |  | 1.641 |
| 45—49 | 1.647 |  |  | 1.790 |
| 40—44 | 1.330 |  |  | 1.546 |
| 35—39 | 1.458 |  |  | 1.405 |
| 30—34 | 1.263 |  |  | 1.319 |
| 25—29 | 1.412 |  |  | 1.367 |
| 20—24 | 1.475 |  |  | 1.407 |
| 15—19 | 1.267 |  |  | 1.252 |
| 10—14 | 1.144 |  |  | 1.094 |
| 5—9 | 974   |  |  | 958   |
| 0—4 | 880   |  |  | 820   |
| Просек : | 38,0  |  |  | 40,9  |

| Година пописа     | 1948. | 1953. | 1961. | 1971.  | 1981.  | 1991.  | 2002.  |
| ----------------- | ----- | ----- | ----- | ------ | ------ | ------ | ------ |
| Број домаћинстава | 4.572 | 4.837 | 6.712 | 10.203 | 12.627 | 13.294 | 14.213 |

| Број чланова      | 1     | 2     | 3     | 4     | 5   | 6   | 7  | 8  | 9 | 10 и више | Просек |
| ----------------- | ----- | ----- | ----- | ----- | --- | --- | -- | -- | - | --------- | ------ |
| Број домаћинстава | 2.975 | 3.698 | 3.194 | 3.171 | 760 | 311 | 79 | 14 | 4 | 7         | 2,75   |

| Пол    | Укупно | Неожењен/Неудата | Ожењен/Удата | Удовац/Удовица | Разведен/Разведена | Непознато |
| ------ | ------ | ---------------- | ------------ | -------------- | ------------------ | --------- |
| Мушки  | 15.677 | 4.585            | 9.798        | 582            | 640                | 72        |
| Женски | 17.537 | 3.564            | 9.965        | 2.812          | 1.150              | 46        |
| УКУПНО | 33.214 | 8.149            | 19.763       | 3.394          | 1.790              | 118       |

| Пол    | Укупно                    | Пољопривреда, лов и шумарство | Рибарство                            | Вађење руде и камена | Прерађивачка индустрија       |
| ------ | ------------------------- | ----------------------------- | ------------------------------------ | -------------------- | ----------------------------- |
| Мушки  | 7.520                     | 527                           | 1                                    | 5                    | 2.482                         |
| Женски | 5.783                     | 256                           | 0                                    | 2                    | 1.302                         |
| Укупно | 13.303                    | 783                           | 1                                    | 7                    | 3.784                         |
|        |                           |                               |                                      |                      |                               |
| Пол    | Производња и снабдевање   | Грађевинарство                | Трговина                             | Хотели и ресторани   | Саобраћај, складиштење и везе |
| Мушки  | 257                       | 411                           | 851                                  | 133                  | 544                           |
| Женски | 64                        | 100                           | 972                                  | 145                  | 192                           |
| Укупно | 321                       | 511                           | 1.823                                | 278                  | 736                           |
|        |                           |                               |                                      |                      |                               |
| Пол    | Финансијско посредовање   | Некретнине                    | Државна управа и одбрана             | Образовање           | Здравствени и социјални рад   |
| Мушки  | 78                        | 127                           | 776                                  | 187                  | 280                           |
| Женски | 200                       | 138                           | 447                                  | 575                  | 883                           |
| Укупно | 278                       | 265                           | 1.223                                | 762                  | 1.163                         |
|        |                           |                               |                                      |                      |                               |
| Пол    | Остале услужне активности | Приватна домаћинства          | Екстериторијалне организације и тела | Непознато            | Непознато                     |
| Мушки  | 193                       | 0                             | 0                                    | 668                  | 668                           |
| Женски | 179                       | 4                             | 0                                    | 324                  | 324                           |
| Укупно | 372                       | 4                             | 0                                    | 992                  | 992                           |

## Култура и образовање
Сремска Митровица као град богат историјом и традицијом и као средиште једног од округа у Србији има развијену мрежу културних и образовних установа и низ културних дешавања. Васпитно-образовне установе чине основу од значаја за културни живот овог краја.
Установе Културе: Од установа културе треба споменути:
- Музеј Срема,
- Галерију „Лазар Возаревић“,
- Градску библиотеку „Глигорије Возаревић“,
- Позориште „Добрица Милутиновић“,
- Центар за културу „Сирмијумарт“,
- Историјски архив „Срем“,
- Завод за заштиту споменика културе.

Сремска Митровица је и „музеј под отвореним небом“ у коме су остаци античке римске престонице, грађевине барокне и класицистичке архитектуре 18. века и 19. века, као и Спомен-парк (Спомен-гробље), дело једног од најпознатијих југословенских архитекти послератног споменичког градитељства Богдана Богдановића, подигнут 1960. године у знак сећања на родољубе и цивиле које су фашистички злочинци (предвођени злогласним усташким командантом тзв. казнене експедиције Виктором Томићем) убили на православном гробљу за време масовних погубљења у току 1942. године.
Веома вредни споменици на тлу општине представљају део баштине, а неки од њих, као сунчани сат, јединствени су у свету. На подручју Града низ вредних добара, која су проглашена за непокретна културна добра:
Културна догађања обухватају неколико догађања и манифестација у граду и околини:
- Интернационална винска свечаност "Златни дан вина"
- Фестивал беседништва,
- Митровачка песма,
- Митровачко лето,
- Бостанијада у Шашинцима,
- Сабор војводе Стојана Чупића,
- Новембарски дани,
- Фестивал фолклора „Срем фолк фест“
- Фестивал гудача
- Фестивал џеза

Образовање: Од постојећих школа у граду, најдужу традицију има Гимназија основана 1838. године као Немачка виша штапска школа петроварадинског пука (касније Oberschule zu Mitrovitz и Четворогодишња мала реалка у Митровици). Поред ње постоји још 6 средњих школа и 10ак основних школа на подручју општине. Међу школама су: ОШ „Бошко Палковљевић-Пинки” Сремска Митровица и ОШ „Јован Јовановић Змај” Сремска Митровица.

### Градска уметност
У граду је током последње две деценије урађено много на „оживљавању“ појединих места путем јавне градске уметности, која се обилно везује за римску прошлост, али и за друге теме везане за друга раздобља у развоју града, као и за његову околину.
- Мурали на зградама код палате правде
- Мозаик пред улазом у градско позориште
- Јавна уметност испред Царске палате
- Споменик мангулици (свиња) и пулину (пас)

## Историјско језгро Сремске Митровице
Историјско језгро Сремске Митровице је најстарији очувани део града, образован у раздобљу од 16. до 19. века. Језгро се образовало у непосредној вези са реком Савом. Ово је данас и најрепрезентативнији део града са бројним централним садржајима. Овај део града нуди и бројне могућности за развој туризма. Градско језгро састоји се од низ амбијената, које стварају градски тргови са околним улицама. То су следећи тргови: Савски трг, Житни трг, Трг светог Стефана, Трг светог Димитрија, Трг светог Тројства.
Унутар градског језгра постоји низ познатих грађевина, „градских белега“. Овде се посебно истичу градске цркве:
- Нова Православна црква Св. Димитрија ("Велика Црква")
- Стара Православна црква Св. Стефана ("Мала Црква“ или „Црквица")
- Римокатоличка црква Св. Димитрија ("Католичка Црква")
- Гркокатоличка црква Вознесења Господњег ("Русинска Црква")

На десетак километара од града, у подножју Фрушке горе, у насељу Бешеновачки Прњавор налази се најстарији фрушкогорски манастир:
- Манастир Бешеново

## Привреда
Послератни план привредног и индустријског развоја за подручје Сремске Митровице није се умногоме разликовао од тадашње матрице примењене и на осталим југословенским регионалним центрима. Предуслов за почетак индустријализације града била је обнова порушених постројења (уколико је била могућа) и обнова инфраструктуре и извора енергије. Као и на сличним примерима у другим регионима индустријализација Митровице, у првим послератним годинама, подразумевала је пре свега размештај оних индустријских грана чије је сировинске и транспортне потребе задовољавао географски положај града.
Тако се у Митровици, логично, најпре развија прехрамбена индустрија и то у широком спектру. Град добија месну и индустрију конзерви, житомлинску, затим млекарску, индустрију шећера и индустрију сточне хране, као и регионални комбинат за производњу и прераду воћа и поврћа. Међутим, на другој страни, као и градови сличне величине, Митровица трпи утицаје диктиране и централизоване социјалистичке привреде од стране југословенске федерације. Услед таквих одлука у граду се обнављају стара постројења, која се уистину нису показала као продуктивна ни у предратном, периоду капиталистичке привреде. Обновљено је и проширено бродоградилиште на Сави, затим пилана и дрвопрерађивачка индустрија (у региону са изразито малим процентима руда метала и шума), пивара, индустрија цигле, вентила, коже и обуће, текстила итд. Највећа, касније се показало као изразито неуспешна, инвестиција државе у Сремску Митровицу била је свакако подизање гиганта индустрије целулозе и папира и највеће фабрике за производњу новинске хартије у бившој Југославији — фабрике Матроз.
Године 1953. је у индустрији града запослено 1.092 радника, или око 7% од укупног становништва, а већ 1967. 5.246, или око 19% становништва, што је свакако рапидно и турбулентно повећање. Учешће индустрије у структури бруто производа општине повећало са 18,7% (1948) на 55,6% (1967)
Па ипак, осигурани прилив средстава у сложеном систему самоуправљачке привреде, друштвено власништво над имовином, сигуран пласман на тржиште, затим константно унапређивање производних технологија (захваљујући зајмовима и кредитима, најчешће код федерације), као и масовна запосленост чували су митровачку индустрију од великих потреса и осигурали солидан стандард живљења митровачке радничке класе у периоду од око 25 година (1965—1990). Све до распада СФРЈ и мучног десетогодишњег периода рата, санкција и општег пада производње и стандарда.
Један од одлучујућих фактора наглог пада производње и стандарда који је Сремску Митровицу потпуно ”заледио“ након 5. октобра 2000. године била је погрешна економска политика Владе Републике Србије и непознавање привредне и економске проблематике локалне самоуправе. У времену после 2000. године, у периоду власничке трансформације и приватизације дошло је до затварања и онемогућавање рада већине великих производних система, отпуштања радника и повећања незапослености. У Сремској Митровици су од 2005—2007. године отворена три нова већа привредна субјекта: аустријски Мелер-електрик, затим енглеско-српска фирма Стилмил Металфер и фабрика лекова Славија мед. Нове трговинске мегамаркете у граду граде словеначки Меркатор и Туш. Долазак већег броја страних купаца и инвеститора заинтересованих за већа предузећа тек се очекује, док је медијски имиџ Сремске Митровице нарастао до мере да је уз Крагујевац, Инђију и Пећинце проглашена за ”српски град будућности” . Град у том смислу тек треба да доживи и својеврсни „бум” у грађевинарству (стамбеној изградњи) и туризму. Све ово ни изблиза није допринело повећању привредних активности и привреда Сремске Митровице је враћена у период пре 60-их година 20 века.

### Туризам
У близини града су позната излетишта и одмаралишта у оквиру Националног парка Фрушка гора (Лежимир и Летенка) као и бројни фрушкогорски манастири. Велики потенцијал речног туризма намеће река Сава која је у свом току код Сремске Митровице идеална за овакав вид рекреације (град има модерну обалоутврду и могућности пристајања бродова, као и уређену плажу, једну од најатрактивнијих у Србији). Природна атракција је и специјални резерват природе Бара Засавица, а почело се и са пројектима за презентовање археолошког и архитектонског потенцијала града.
Пројекат наткривања и ревитализације Царске палате Сирмијума који је почео 2006. био је један од највећих такве врсте у Србији, а визиторски центар је отворен у децембру 2009. Покривено је 2.680 m² локалитета. То је јединствени објекат музејско-туристичког карактера са изложеним археолошким експонатима Сирмијума, дигиталним анимацијама, сувенирницом, кафеом и шетницом којом се посетиоци могу кретати у разгледању остатака палате.
Саставни део културно-туристичке понуде града Сремске Митровице представља и Музеј Срема у коме се од 1946. године чувају и презентују експонати везани за историју места, од самих почетака насељавања па до данашњих дана.
Године 2006. град је добио и репрезентативну пешачку зону са која спаја митровачке троугаоне тргове и излази на реку. У првој фази пројекта реконструисана су два трга — Св. Димитрија и Св. Стефана и у потпуности су рестаурисане фасаде јавних објеката и приватних кућа из 18. и 19. века. Друга фаза пројекта подразумеваће продужетак пешачке зоне према Сави и реконструкцију Житног трга, тј. реконструкцију археолошког локалитета који заузима највећи део трга у отворени амфитеатар.
Као највеће кочнице развоја сремскомитровачког туризма, сматрају се мањак смештајних капацитета и неулагање у њихово проширење и реновирање, као и непостојање јединствене туристичке организације града, који су посебно кулминирали после 2000. године. Од једина два градска хотела, један се налази на самој периферији града у склопу КПД, док је други у центру, изграђен шездесетих година 20. века и капацитета око 100 кревета. Због потпуног немара и небриге локалних власти, он је практично неупотребљив за развој планираног масовног туризма, па се изградња нових и савремених смештајних капацитета намећу као једина решења.

## Спорт
Активна спортска друштва и клубови у Сремској Митровици:
- ФК Срем
- ФК Раднички Сремска Митровица
- ФК Митрос
- АК Сирмијум
- OK Први Темпо
- МОК Срем
- ЖОК Срем
- Кајак клуб Вал
- Џудо клуб Сирмиум
- Винг Чун Кунг Фу клуб Dragon
- Клуб америчког фудбала Sirmium Legionaries
- Капуера школа —
- Клуб малог фудбала "Деус"

У Сремској Митровици 2007. године изграђен је атлетски стадион, који је једини такве врсте у Србији и користи се само за атлетска такмичења.
Највећа спортска манифестација у граду одржава се од 1990. сваког пролећа на градском хиподрому, у оквиру финалних трка Кроса РТС за Гран При Радио Београда. Тада у Митровици, за престижне награде најмасовнијег атлетског такмичења у Србији, трчи више хиљада такмичара свих категорија.

## Посебности и занимљивости
- За време ископавања темеља за нову сремскомитровачку робну кућу током лета 1972. године, један радник је, на око 2m дубине ископа, случајно својим ашовом пробио зазидани кожни замотуљак из кога су испала тачно 33 златна римска новчића, вероватно део заборављеног и скривеног блага једне богате сирмијумске породице. 4 пронађена новчића искована за време владавине Констанција II сматрају се најрепрезентативнијим примерцима касноримског доба (4. век) и непроцењиве су вредности. Радник чији је ашов изнео на светлост дана једно од највећих археолошких открића на нашим просторима никада није награђен. Иронично, млади радник, средњошколац, који је хонорарно радио на ископу током распуста, звао се Златенко.
- Испод данашње Сремске Митровице, некада античког Сирмијума, налази се једини неископани римски хиподром на свету, саграђен почетком 4. века царским указом цара Константина, или цара Лицинија. Огромна грађевина дужине око 450-500m и ширине 150m налази се у остацима око 4m испод нивоа данашње Митровице и простире у широком простору од тзв. јалијских бара на југоистоку до зграде данашњег СУП-а на северозападу, тангирајући простор Царске палате за коју је била функционално везана. Сирмијумски хиподром сматра се највећом (!) грађевином римске античке архитектуре ван Италије. Постојање овакве структуре (тачније високих трибина хиподрома) утицало је на формирање занимљиве теренске слике тог дела града која подсећа на дугачку „долину”, где је најнижа тачка данашња Масарикова улица, а затим се терен „пење” у правцу југа (пут према Сави) и севера (пут према градској Гимназији). Оно што је једино сигурно, сваки покушај ископавања целине, или дела хиподрома за последицу би имао рушење постојећих градских структура, где су неке старе и по 100 и више година и сматрају се заштићеним објектима културе.
- Најдужи висећи пешачки мост у Европи распона 297,5m, премошћује Саву у Сремској Митровици. Мост се налази тачно на месту некадашњег Артемидиног моста где су у време прогона хришћана вршена погубљења ”сирмијумских светих мученика”. По једном од њих, Св. Иринеју, мост добија име.
- Прва обновљена грађевина друге Југославије (почетком 1945) је сремскомитровачка железничка станица. Радове су изводили заробљени Немци, који су је неколико месеци раније до темеља срушили.
- Једини наменски атлетски стадион у Србији изграђен је 2007. године у Сремској Митровици.
- Најпознатији историчар 4. века, Амијан Марцелин, назвао је Сирмијум „славном и многољудном мајком градова“.
- У периоду Римског царства у Сирмијуму и околини рођено је десет римских императора, а осморица других су боравили у њему у току своје владавине (од неколико месеци до више година) због владарских обавеза, или планирања и вођења војних похода. Најмање два императора умрла су у граду од последица заразе кугом.
- Сремска Митровица је јединствен урбанистички и археолошки пример у Србији — град са директним просторним континуитетом од преко 7000 година. Град се налази на истом простору као и његова насеља-претече и представља континуално проширење урбанистичке форме првобитног праисторијског и потом и античког насеља.
- Сирмијум је један од ретких градова, осим самог Рима, у којем су регрутовани припадници елитне преторијанске гарде.
- У времену кулминације моћи града (4. век) Сирмијум је у једном тренутку имао и преко 100.000 становника, што би у данашњем времену одговарало статусу и значају Лондона.
- У време византијске власти (9. век), у Сирмију се обнавља епископија и град постаје хришћански центар, а његов епископ је велики словенски просветитељ Методије. Сматра се да је боравио у Сирмију и ширио писменост међу хришћанима у Панонији пре великог пута у Моравску.
- Најстарија откривена хришћанска црква у нашој земљи (данас конзервирана у остацима) налази се у Сремској Митровици (некадашњем Сирмијуму)
- Од 313. године и озакоњавања хришћанске вере у Римском царству, у граду је одржано пет великих црквених сабора. Познате „сирмијске формуле“ решавале су догматска питања значајна за читав хришћански свет.
- У време највећег успона Сирмијума, постојао је савршен систем водовода (10m високи аквадукти) који је град снабдевао пијаћом водом са фрушкогорских извора. Акведукт се од извора Врањаш, у подножју Фрушке горе, до Сирмијума простирао у дужини од око 14 km. Траса и остаци акведукта прате данас централну осу града, тј. улице Фрушкогорску и Краља Петра I. Пад терена према Сави омогућио је и несметан ток канализације према реци. Канали за одвођење такође су били веома успешно решени, по узору на велике градове, Рим пре свих. Остаци аквадукта били су очувани све до 1908. године, када је градски магистрат донео одлуку да се поруше, а материјал угради у пут за Манђелос. Том приликом је чувени митровачки учитељ и археолог Игњат Јунг, из протеста, напустио град и породицу и нестао у непознатом правцу, а судбина му се ни данас не зна.
- Топографија Сирмијума умногоме се разликовала у односу на данашњу Сремске Митровице. Данашњи град има више узвишења него римски (као последица наслага земље током векова) и другачије водотокове фрушкогорских потока који се уливају у Саву. Сирмијум је био град малих бара и језера, временом исушених. Једна од најизраженијих промена је, по овдашњим археолозима, промена тока Саве, која је у римско доба у току код Сирмијума стварала две речне аде данас делове сремског, односно мачванског копна.
- Аварски златни појас, јединствено откриће у свету (припадао највероватније самом кагану, племенском вођи Бајану), тежак око 1,2 kg и (још увек) непроцењене вредности пронађен је у атару села Чалма код Сремске Митровице 1992. године. После низа неразјашњених околности, покушаја илегалне препродаје и уплита особа из стручног, али и криминалног света, појас се враћа кући у Сремску Митровицу и Музеј Срема 17. октобра 2007. године, после одлуке Врховног суда Србије. Место чувања није саопштено јавности, а израда реплика које ће бити приказане јавности ће се обавити у иностранству.[10]
- 1887. године биле су познате и сачуване само три златне и једна сребрна полуга са ковничком ознаком града Рима. Али поменуте године дошло је до великог открића у месту Буџе код Брашова у Румунији. Том приликом пронађено је чак 15 златних полуга са ковничким ознакама Сирмијума. Тежина полуга се кретала од 327 до 524 грама, а данас се исте чувају у трезорима музеја у Лондону, Паризу, Бечу, Будимпешти и Напуљу, где су доспеле трговином антиквитетима. По рачуницама стручњака произилази да је у Сирмијуму, за ковање новца, утрошено више од 2.207 тона злата. И то само за шест година, не рачунајући бронзане и сребрне номинале. И овај податак иде у прилог јединствености Сирмијума на нашим просторима, а и податку да је појединим императорима било важније да освоје Сирмијум и ту добију поверење грађана и војске, него да то ураде у Риму. Нажалост, податак о количини искованог злата у сирмијумским ковницама, највише је привлачио тзв. ”дивље копаче” и трговце на црном тржишту, који су последњих деценија 20. века начинили огромну и неповратну, културну и материјалну, штету не само Сирмијуму (Сремској Митровици), већ и целокупној културној баштини Србије.
- Римски цар-филозоф Марко Аурелије умро је у Сирмијуму 180. године од куге, а не као што се у филмовима и добром делу историјске литературе наводи у Виндобони (данашњи Беч).[11][12][13] Као доказ за ту тврдњу узимају се списи римског писца Херодијана, који помиње да је цар живео у Сирмијуму за време припреме војних похода, као и да је у граду неко време (170—174) боравила и царица Галерија Фаустина са кћерком. Херодијан изричито наводи да је цар Марко Аурелије умро у Сирмијуму од куге 180. године, где је и спаљен, а пепео му је пренесен у Рим. Податак о боравку Марка Аурелија у граду налази се и у делу Филострата, у опису пута Херода Атика. Филострат је навео да је град служио као полазна тачка и главни штаб у рату против Германа. Ове тврдње поткрепљује чињеница да је у тренутку смрти цар водио рат против германског племена Маркомани, а које је тада насељавало територију данашње Бачке. За Виндобону нема ниједан историјски доказ, осим проналаска Аурелијевих списа, мада су делови истих списа (неке врсте дневника филозофских размишљања) пронађени и у другим местима. Иако историчари једногласно напомињу да је те списе (Самоме себи, у оригиналу Ta eis heauton) Аурелије и писао у Сирмијуму, филмски режисери су до данас остали неумољиви.
- Митровица је под влашћу хабзбуршких царева била тачно 200 година (1718—1918)
- У Првом светском рату Митровица је била једини већинско српски град бомбардован од стране српске артиљерије (6. септембра 1914. у току Сремске офанзиве)
- Град је у оба светска рата ослобођен 1. новембра (1918. и 1944. године)
- 1932. године Сава је поплавила скоро половину данашње територије града.
- Број становника Сремске Митровице накратко је увећан за 4.000 привремених становника — радника на изградњи ауто-пута Београд-Загреб (1949. г.)
- У сремскомитровачком затвору своје казне су између осталих служили и: Милован Ђилас, Александар Ранковић, Иван Милутиновић, Жарко Зрењанин, Борислав Пекић, Оскар Давичо, Јово Станисављевић Чаруга, Марко Орешковић, Јосип Краш, Јанко Чмелик, Јован Веселинов Жарко, Михаљ Серво, Златко Шнајдер, Стеван Мољевић, Андрија Хебранг и др. Моша Пијаде и Родољуб Чолаковић су за време свог робијања превели Марксова дела Капитал и Беду филозофије на српскохрватски. Иначе, у затвору је 1934. било 1.200 затвореника, десети део од укупног броја у Краљевини Југославији.[14]
- Инспирисан стварним догађајима из 1941, настао је филм Александра Ђорђевића Стићи пре свитања (1978). Сниман је у аутентичном окружењу сремскомитровачке казнионе, а снимању филма подједнако су допринели (углавном као статисти) милиционери-чувари и осуђеници. У каснијим годинама митровачки КПД био је локација за снимање многобројних филмских и ТВ остварења. У простору затвора снимани су и Последњи круг у Монци, Браћа по матери, италијанска серија Хоботница, филм Мали свет из 2003. године итд.
- После Другог светског рата, у сремскомитровачком КПД су били смештени затвореници-страни држављани, што је својевремено послужило као заплет за једну епизоду стрипа Модести Блејз.
- Од 1938. године до почетка Другог светског рата у Сремској Митровици је радила фабрика авиона и ваздухопловних конструкција Албатрос, основана за потребе домаће војне авионске индустрије. До рата, фабрика је произвела око 50 различитих типова авиона и једрилица, од којих су најпознатији школски прототип Физир ФН (1940. године фабрика је изградила чак 20 комада) као и модел извиђачког авиона Ниро.

## Познати Митровчани

### Рођени у Сремској Митровици
- Проб, римски император
- Констанције II, римски император
- Хереније Етрускус, римски император
- Хостилијан, римски император
- Клаудије II Готски, римски император
- Квинтил, римски император
- Грацијан, римски император
- Аурелијан, римски император
- Максимијан, римски император
- Деције Трајан, римски император
- Иларион Руварац, историчар и свештеник
- Милан Јовановић Батут, лекар
- Јован Станојевић от Еремберг, пуковник у Генерал штабу аустријском
- Лазар Возаревић, сликар
- Драгош Цветковић, академик, математичар
- Бранислав Ивановић, спортиста
- Фрањо Гилер, спортиста
- Петар Зец, редитељ
- Ивица Ковачић Штифла, сликар
- Петар Писместровић, карикатуриста
- Петар Милошевић, археолог
- Стјепан Мусулин, филолог и лексикограф
- Бранислав Видић, академик
- Бранислав В. Станковић, писац и фотограф
- Никола Христић, политичар
- Милијана Николић, оперска певачица
- Гордана Лукић, глумица
- Данијела Врањеш, глумица
- Небојша Јован Живковић, музичар
- Огњен Филиповић, спортиста
- Миливој Николајевић, сликар
- Драгана Томашевић, спортиста
- Петар Гбурчик, научник
- Соња Бркић, судија Врховног суда
- Ђорђе Марковић Кодер, књижевник
- Слађана Миленковић, доктор српске књижевности, књижевница
- Мирјана Павловић, научник
- Ксенија Радотић, Хаџи-Манић, научник
- Татјана Венчеловски, глумица
- Борис Пинговић, глумац
- Слободан Деспот, писац и публициста
- Горан Митровић, сликар
- Душан Павлић, илустратор.

### Становници Сремске Митровице
| - Марко Аурелије, римски император - Константин Велики, римски император - Трајан, римски император - Диоклецијан, римски император - Галерије, римски император - Теодосије I, римски император - Септимије Север, римски император - Лициније, римски император - Амброзије Милански, свети, архиепископ милански - Методије, словенски просветитељ - Милош Н. Ђурић, академик | - Никола Радојчић, академик - Васо Чубриловић, академик - Војислав Ј. Ђурић, академик - Славко Воркапић, редитељ и кинематограф - Милева Марић-Ајнштајн, научник - Бошко Палковљевић Пинки, народни херој - Вељко Петровић, књижевник - Владислав Поповић, академик - Рудолф Филиповић, академик - Мира Бањац, глумица - Жељко Хегедушић, сликар | - Григорије Микић, теолог - Игњат Јунг, археолог* - Петар Краљ, глумац - Мирко Тепавац, политичар - Синиша Ковачевић, редитељ и писац - Драган Мартиновић, сликар - Светлана Сека Алексић, певачица - Златко Томчић, политичар - Марко Перичин Камењар, народни херој - Дејан Миловановић, спортиста - Петар Кранчевић, музичар |  |

## Партнерски градови
- Бања Лука, Република Српска, БиХ
- Невер
- Дунаујварош

## Галерија
- Велика Српска православна црква
- "Русинска“ црква
- Стара Српска православна црква на Сави
- Трг светог Тројства са римокатоличком црквом у позадини
- Остаци сирмијумске трговачке четврти у данашњем градском језгру
- Градски парк са фонтаном Камени цвет
- Једини новији део градског центра — Трг војвођанских бригада
- Поглед на део градског средишта
- Градски парк
- Градска силуета виђена са моста
- Римокатоличка црква Св. Иренеја
- Руине престоног дела Царске палате из доба старог Рима у градском средишту
- Остаци Сирмијума у градском језгру
- Стара „Војарна“
- Мурал са најпознатијим археолошким експонатом — симболом старог Сирмијума
- Историјски архив Срема, некадашња градска пошта